# Powiat Fraustadt

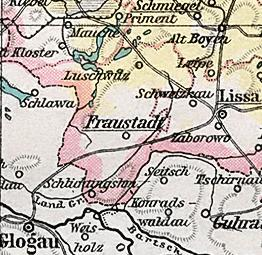
Kreis Fraustadt, 1905 r.

Powiat Fraustadt (niem. Kreis Fraustadt, pol. powiat wschowski) – niemiecki powiat istniejący w okresie od 1793 do 1945 r. na terenie prowincji południowopruskiej, poznańskiej, śląskiej i dolnośląskiej.
Powiat Fraustadt utworzono po drugim rozbiorze Polski w 1793 r. w prowincji Prusy Południowe. Po pokoju w Tylży w 1807 r. obszar powiatu znalazł się w nowo powstałym Księstwie Warszawskim, ale po kongresie wiedeńskim z 1815 r. ponownie znalazł się w Królestwie Prus. W 1887 r. ze wschodniej części powiatu Fraustadt utworzono odrębny powiat Lissa. W 1918 r. w prowincji poznańskiej wybuchło powstanie wielkopolskie przeciwko rządom niemieckim, ale powiat Fraustadt pozostał pod kontrolą niemiecką. W 1919 r. w ramach traktatu wersalskiego część terytorium powiatu trafiło do polskiego powiatu leszczyńskiego. Od 1919 r. powiat Fraustadt był administrowany z Piły i należał do nowo powstałej prowincji Marchia Graniczna Poznańsko-Zachodniopruska, ale w 1938 r. prowincja została zlikwidowana, a powiat Fraustadt przyłączono do prowincji Śląsk. W 1939 r. nazwę powiatu zmieniono na Kreis Fraustadt i. Schlesien. Od 1945 r. terytorium powiatu znajduje się pod administracją polską.
W 1910 r. powiat obejmował 71 gmin o powierzchni 477,18 km² zamieszkanych przez 28.914 osób.